# Złamanie wyniosłości międzykłykciowej kości piszczelowej
Złamanie wyniosłości międzykłykciowej kości piszczelowej (ang. tibial eminence fracture), in. złamanie awulsyjne wyniosłości międzykłykciowej (ang. tibial eminence avulsion fracture) – rzadkie złamanie w obrębie stawu kolanowego, odpowiednik uszkodzenia więzadła krzyżowego przedniego u dzieci i młodzieży, jednakże obserwowane jest również u dorosłych. 

## Historia
Złamanie zostało po raz pierwszy opisane w 1875 roku przez francuskiego chirurga Antonina Ponceta.  

## Epidemiologia
Częstość występowania szacowana jest na 3 na 100 000 rocznie, jest stwierdzane w 2–5% przypadków pourazowego krwawienia do stawu kolanowego u dzieci i młodzieży. Obecnie wzrasta częstość tego urazu u osób dorosłych. 

## Etiologia
Do złamania wyniosłości międzykłykciowej kości piszczelowej dochodzi w przypadku urazu skrętnego lub przy upadku z małej wysokości na zgięte kolano, przy uprawianiu sportu lub w wypadkach komunikacyjnych. Sporty związane z dużym ryzykiem tego urazu to futbol amerykański, koszykówka, narciarstwo, piłka nożna i piłka siatkowa. Złamanie to jest uważane za odpowiednik uszkodzenia więzadła krzyżowego przedniego u dzieci i młodzieży, związane z niedojrzałością układu kostno-szkieletowego.

## Obraz kliniczny
Objawy złamania wyniosłości międzykłykciowej kości piszczelowej są następujące:
- ból (większy niż przy uszkodzeniu więzadła krzyżowego przedniego[8])
- wysięk (w przypadku objęcia przez złamanie chrząstki nasadowej pojawia się krwisty płyn z kropelkami tłuszczu)
- zwiotczenie więzadeł kolana
- dodatnie testy oceniające stabilność kolana (test szufladkowy przedni, test Lachmana, test pivot shift[6])

## Diagnostyka różnicowa
Rozpoznanie złamania wyniosłości międzykłykciowej kości piszczelowej opiera się na badaniu przedmiotowym, zdjęciu rentgenowskim oraz obrazowaniu metodą rezonansu magnetycznego.
Złamanie wyniosłości międzykłykciowej kości piszczelowej należy różnicować ze złuszczeniem chrząstki wzrostowej, uszkodzeniem łąkotki, zwichnięciem rzepki, uszkodzenie więzadeł wewnętrznych stawu kolanowego oraz innymi uszkodzeniami kości.

## Klasyfikacja
Klasyfikacja złamań na podstawie obrazu radiologicznego została opracowana przez Marvina Meyers'a i Francisa McKeever'a w 1959 roku, w 1977 roku  Basilius Zaricznyj dodał kolejny typ (początkowo jako podtyp IIIB, obecnie jako podtyp IV) i ostatecznie podział został ustalony w 2005 roku, kiedy  James Lubowitz (z zespołem) podzielił typ III na dwa podtypy A i B. 
| Typ  | Obraz kliniczny | Leczenie                   |
| ---- | --- | -------------------------- |
| I    | - bez przemieszczenia - minimalne przemieszczenie                                                                    | zachowawcze                |
| II   | - zachowana ciągłość tylnej części                                                                                   | zachowawcze lub operacyjne |
| IIIA | - brak połączenia oderwanego fragmentu z kością piszczelową - obejmuje tylko przyczep więzadła krzyżowego przedniego | operacyjne                 |
| IIIB | - brak połączenia oderwanego fragmentu z kością piszczelową - obejmuje całą wyniosłość międzykłykciową               | operacyjne                 |
| IV   | - brak połączenia oderwanego fragmentu z kością piszczelową - rozkawałkowanie lub rotacja                            | operacyjne                 |

## Leczenie
Leczenie jest operacyjne (zarówno klasyczne jak i w artroskopii) w stadiach IIIA–IV, natomiast w stadiach I i II leczeniem z wyboru jest leczenie zachowawcze.  Opatrunek gipsowy powinien być utrzymany przez 4–6 tygodni u pacjentów leczonych zachowawczo i 2 tygodnie u pacjentów leczonych operacyjnie. W kolejnym etapie konieczna jest rehabilitacja i założenie odpowiedniej ortezy. Okres rehabilitacji trwa 3–4 miesięcy.

## Rokowanie
Niezależnie od przyjętego sposobu postępowania następstwem urazu jest trwałe osłabienie struktur więzadłowych kolana, jednakże nie ma to poważnego znaczenia klinicznego. Powikłaniami złamania wyniosłości międzykłykciowej kości piszczelowej są ograniczenie ruchomości stawu kolanowego, artrofibroza, niestabilność stawu kolanowego oraz zaburzenie funkcji chrząstki nasadowej. Rokowanie co do pełnego powrotu do zdrowia jest gorsze w typie III i IV złamania, jednakże możliwość powrotu do czynnego uprawiania sportu jest taka sama we wszystkich grupach pacjentów. 